# Мики Гол
Мики Гол (енгл. Mickey Gall, рођен 22. јануара 1992) је амерички борац мешовитих борилачких вештина. Тренутно се бори у Ultimate Fighting Championship организацији.

## Биографија
Гол је одрастао у Грин Бруку у Њу Џерзију. Почео је тренирати бокс са 13 година, да би са 16 прешао на бразилски џијуџицу. Да би платио тренинге и студије Гол је радио као возач камиона за Волмарт.

## ММА Каријера
| Резултат | Скор | Противник      | Начин             | Догађај                                 | Датум               | Рунда | Време | Место одржавања           |
| -------- | ---- | -------------- | ----------------- | --------------------------------------- | ------------------- | ----- | ----- | ------------------------- |
| Пораз    | 4-1  | Randy Brown    | Одлука Судија     | UFC 217                                 | 4. новембар 2017.   | 3     | 5:00  | Њујорк, Њујорк            |
| Победа   | 4-0  | Sage Northcutt | Предаја (дављење) | UFC on Fox: VanZant vs. Waterson        | 17. децембар 2016.  | 2     | 1:40  | Сакраменто, Калифорнија   |
| Победа   | 3-0  | CM Punk        | Предаја (дављење) | UFC 203                                 | 10. септембар 2016. | 1     | 2:14  | Кливленд, Охајо           |
| Победа   | 2-0  | Mike Jackson   | Предаја (дављење) | UFC Fight Night: Hendricks vs. Thompson | 6. фебруар 2016.    | 1     | 00:45 | Лас Вегас, Невада         |
| Победа   | 1-0  | Ron Templeton  | Предаја (дављење) | Dead Serious MMA 17                     | 21. новембар 2015.  | 1     | 2:53  | Филаделфија, Пенсилванија |